# Hermann Josephy
Hermann Josephy (ur. 27 marca 1887 w Schwaan, zm. 19 maja 1960 w Chicago) – niemiecko-amerykański lekarz neuropatolog, neurolog i psychiatra.
Był synem Siegmunda i Idy z domu Marcus. Studiował medycynę na Uniwersytecie w Rostocku, Uniwersytecie Ludwika i Maksymiliana w Monachium, Uniwersytecie w Bonn oraz Uniwersytecie Fryderyka Wilhelma w Berlinie. Po ukończeniu studiów specjalizował się w patologii w Instytucie Patologicznym Uniwersytetu w Rostocku pod kierunkiem Ernsta Schwalbego. Od 1914 do 1933 był związany z miejskim szpitalem psychiatrycznym w Hamburgu (Staatskrankenhaus Friedrichsberg) i kliniką neurologiczną Uniwersytetu w Hamburgu. Habilitował się w 1924 u Alfonsa Jakoba i Wilhelma Weygandta. W 1926 roku został mianowany profesorem kontraktowym (außerplanmäßigen Professor), w 1930 profesorem nadzwyczajnym i prosektorem oraz, jako następca Alfonsa Jakoba, kierownikiem pracowni neuropatologicznej. W listopadzie 1933 przeniesiono go w stan spoczynku; od listopada do grudnia 1938 był więźniem KL Sachsenhausen. W kwietniu 1939 wyemigrował do Wielkiej Brytanii, a stamtąd do Stanów Zjednoczonych. Od 1945 pracował jako neuropatolog w Chicago State Hospital; od 1949 do 1952 był profesorem nadzwyczajnym (associate professor) w Chicago Medical School.
Ożenił się z Margaritą Keilmann, córką ryskiego lekarza Philippa Keilmanna.